# Evgenija Lineckaja
Evgenija Simonovna Lineckaja (in russo Евгения Симоновна Линецкая?; Mosca, 30 novembre 1986) è una tennista russa naturalizzata israeliana.
Ha rappresentato la Russia fino al 2007.

## Carriera
Nel corso della sua carriera ha vinto 7 titoli ITF di singolare e uno di doppio. Nei tornei del Grande Slam ha ottenuto i suoi migliori risultati raggiungendo il quarto turno nel singolare all'Australian Open nel 2005.

## Statistiche

### Risultati in progressione
| Sigla | Risultato               |
| ----- | ----------------------- |
| V     | Vincitore               |
| F     | Finalista               |
| SF    | Semifinalista           |
| O     | Oro olimpico            |
| A     | Argento olimpico        |
| SF    | Bronzo olimpico         |
| QF    | Quarti di Finale        |
| 4T    | Quarto turno            |
| 3T    | Terzo turno             |
| 2T    | Secondo turno           |
| 1T    | Primo turno             |
| RR    | Round Robin             |
| LQ    | Turno di qualificazione |
| A     | Assente                 |
| ND    | Non disputato           |

| Legenda superfici    |
| -------------------- |
| Cemento              |
| Terra battuta        |
| Erba                 |
| Superficie variabile |

#### Singolare nei tornei del Grande Slam
| Torneo          | 2004 | 2005 | 2006 | 2007 | 2008 |
| --------------- | ---- | ---- | ---- | ---- | ---- |
| Australian Open | A    | 4T   | 1T   | A    | 1T   |
| Open di Francia | A    | 1T   | A    | A    | A    |
| Wimbledon       | A    | 1T   | A    | A    | A    |
| US Open         | 2T   | 2T   | A    | A    | A    |

#### Doppio nei tornei del Grande Slam
| Torneo          | 2004 | 2005 | 2006 | 2007 | 2008 |
| --------------- | ---- | ---- | ---- | ---- | ---- |
| Australian Open | A    | A    | 1T   | A    | A    |
| Open di Francia | A    | 2T   | A    | A    | A    |
| Wimbledon       | A    | 1T   | A    | A    | A    |
| US Open         | A    | 1T   | A    | A    | A    |

#### Doppio misto nei tornei del Grande Slam
| Torneo          | 2004 | 2005 | 2006 | 2007 | 2008 |
| --------------- | ---- | ---- | ---- | ---- | ---- |
| Australian Open | A    | A    | A    | A    | A    |
| Open di Francia | A    | A    | A    | A    | A    |
| Wimbledon       | A    | 1T   | A    | A    | A    |
| US Open         | A    | A    | A    | A    | A    |

## Vittorie contro giocatrici Top 10
| Stagione | 2005 | Totale |
| Vittorie | 1    | 1      |

| #    | Giocatrice      | Ranking | Evento                          | Superficie | Turno | Punteggio     | Rank. ELR |
| ---- | --------------- | ------- | ------------------------------- | ---------- | ----- | ------------- | --------- |
| 2005 |                 |         |                                 |            |       |               |           |
| 1.   | Amélie Mauresmo | 2       | Pacific Life Open, Indian Wells | Cemento    | 2T    | 2-6, 6-2, 7-5 | 44        |